# Demonax truncatus
Demonax truncatus är en skalbaggsart som beskrevs av Dauber 2008. Demonax truncatus ingår i släktet Demonax och familjen långhorningar. Inga underarter finns listade i Catalogue of Life.